# Takagioma manica
Takagioma manica är en insektsart som beskrevs av Thapa 1989. Takagioma manica ingår i släktet Takagioma och familjen dvärgstritar. Inga underarter finns listade i Catalogue of Life.